# Fritz Feld
Pour les articles homonymes, voir Feld.
Fritz Feld est un acteur germano-américain, né Fritz Feilchenfeld à Berlin (Allemagne) le 15 octobre 1900 et mort à Los Angeles en Californie le 18 novembre 1993.

## Biographie
Sa carrière couvre sept décennies, de 1917 à 1989 ; il a joué dans environ 140 films. Il était marié à l'actrice Virginia Christine.

## Filmographie partielle

### Cinéma
- 1928 : Crépuscule de gloire (The Last Command) de Josef von Sternberg
- 1929 : Magie noire (Black Magic) de George B. Seitz
- 1937 : À Paris tous les trois (I Met Him in Paris) de Wesley Ruggles
- 1937 : Amour d'espionne (Lancer Spy) de Gregory Ratoff
- 1937 : La Folle Confession (True Confession) de Wesley Ruggles
- 1937 : Hollywood Hotel de Busby Berkeley
- 1938 : L'Impossible Monsieur Bébé (Bringing up Baby) d'Howard Hawks
- 1938 : Campus Confessions de George Archainbaud
- 1938 : Pour un million (I'll Give a Million) de Walter Lang
- 1938 : Gangster d'occasion (Co Chase Yourself) d'Edward F. Cline
- 1938 : Chercheuses d'or à Paris (Gold Diggers in Paris) de Ray Enright et Busby Berkeley
- 1938 : Ah ! ces vedettes ! (The Affairs of Annabel) de Benjamin Stoloff
- 1939 : La Ronde des pantins (Idiot’s Delight) de Clarence Brown
- 1939 : Un jour au cirque (At the Circus) d'Edward Buzzell
- 1939 : Veillée d'amour (When Tomorrow Comes) de John M. Stahl
- 1939 : Tout se passe la nuit (Everything Happens at Night) d'Irving Cummings
- 1940 : Tanya l'aventurière (I Was an Adventuress) de 	Gregory Ratoff
- 1940 : La Douce Illusion (It's a Date) de William A. Seiter
- 1940 : Les Révoltés du Clermont (Little Old New York) de Henry King
- 1940 : Passion sous les tropiques (Victory) de John Cromwell
- 1943 : Le Fantôme de l'Opéra (Phantom of the Opera) d'Arthur Lubin
- 1943 : Holy Matrimony de John M. Stahl
- 1944 : Passport to Destiny de Ray McCarey
- 1946 : Je vous ai toujours aimé (I've Always Loved You) de Frank Borzage
- 1946 : La Femme de Monte-Cristo (The Wife of Monte Cristo) d'Edgar Georg Ulmer
- 1947 : Fun on a Weekend de Andrew L. Stone
- 1948 : La Belle imprudente (Julia Misbehaves) de Jack Conway
- 1948 : Deux Nigauds toréadors (Mexican Hayride) de Charles Barton
- 1950 : Belle of Old Mexico (en) de R. G. Springsteen
- 1951 : Rhythm Inn (en) de Paul Landres
- 1954 : Le Cavalier traqué (Riding Shotgun) d'André de Toth
- 1961 : Le Zinzin d'Hollywood (The Errand Boy) de Jerry Lewis
- 1967 : Pieds nus dans le parc (Barefoot in the Park) de Gene Saks
- 1968 : Les Rêves érotiques de Paula Schultz (The Wicked Dreams of Paula Schultz) de George Marshall
- 1969 : Hello, Dolly !, de Gene Kelly
- 1976 : La Dernière Folie de Mel Brooks (Silent Movie) de Mel Brooks
- 1977 : Drôle de séducteur (The World's Greatest Lover) de Gene Wilder
- 1981 : La Folle Histoire du monde (History of the World: Part I) de Mel Brooks
- 1987 : Barfly de Barbet Schroeder

### Télévision
- 1956 : I Love Lucy, (série télévisée, 1 épisode)
- 1958 : Alfred Hitchcock présente (Alfred Hitchcock Presents), (série télévisée, 1 épisode)
- 1967-1968 : Batman, (série télévisée, 2 épisodes)
- 1968 : Ma sorcière bien-aimée (Bewitched), (série télévisée, 1 épisode)
- 1968 : Les Mystères de l'Ouest (The Wild Wild West), (série TV) - Saison 4 épisode 11, La Nuit des Cyclopes (The Night of the Avaricious Actuary) de Irving J. Moore : Chef
- 1983 : Magnum, (série télévisée, 1 épisode)